# Saint-Vaize
Saint-Vaize és un municipi francès situat al departament del Charente Marítim i a la regió de la Nova Aquitània. L'any 2007 tenia 557 habitants.

## Demografia

### Població
El 2007 la població de fet de Saint-Vaize era de 557 persones. Hi havia 215 famílies de les quals 44 eren unipersonals (24 homes vivint sols i 20 dones vivint soles), 73 parelles sense fills, 86 parelles amb fills i 12 famílies monoparentals amb fills.
La població ha evolucionat segons el següent gràfic:
Habitants censats

### Habitatges
El 2007 hi havia 253 habitatges, 216 eren l'habitatge principal de la família, 17 eren segones residències i 20 estaven desocupats. 249 eren cases i 3 eren apartaments. Dels 216 habitatges principals, 185 estaven ocupats pels seus propietaris, 26 estaven llogats i ocupats pels llogaters i 4 estaven cedits a títol gratuït; 6 tenien dues cambres, 21 en tenien tres, 76 en tenien quatre i 112 en tenien cinc o més. 150 habitatges disposaven pel capbaix d'una plaça de pàrquing. A 73 habitatges hi havia un automòbil i a 120 n'hi havia dos o més.

### Piràmide de població
La piràmide de població per edats i sexe el 2009 era:
| Homes | Edats   | Dones |
| ----- | ------- | ----- |
| 0     | 95 o +  | 0     |
| 0     | 90 a 94 | 0     |
| 0     | 85 a 89 | 0     |
| 8     | 80 a 84 | 8     |
| 4     | 75 a 79 | 8     |
| 4     | 70 a 74 | 0     |
| 12    | 65 a 69 | 12    |
| 24    | 60 a 64 | 16    |
| 12    | 55 a 59 | 8     |
| 20    | 50 a 54 | 16    |
| 36    | 45 a 49 | 52    |
| 24    | 40 a 44 | 20    |
| 8     | 35 a 39 | 8     |
| 4     | 30 a 34 | 12    |
| 8     | 25 a 29 | 0     |
| 20    | 20 a 24 | 8     |
| 24    | 15 a 19 | 20    |
| 12    | 10 a 14 | 24    |
| 4     | 5 a 9   | 12    |
| 0     | 0 a 4   | 4     |

## Economia
El 2007 la població en edat de treballar era de 353 persones, 265 eren actives i 88 eren inactives. De les 265 persones actives 231 estaven ocupades (126 homes i 105 dones) i 34 estaven aturades (11 homes i 23 dones). De les 88 persones inactives 29 estaven jubilades, 20 estaven estudiant i 39 estaven classificades com a «altres inactius».

### Ingressos
El 2009 a Saint-Vaize hi havia 225 unitats fiscals que integraven 577,5 persones, la mediana anual d'ingressos fiscals per persona era de 16.411 €.

### Activitats econòmiques
Dels 18 establiments que hi havia el 2007, 3 eren d'empreses de fabricació d'altres productes industrials, 8 d'empreses de construcció, 2 d'empreses de comerç i reparació d'automòbils, 1 d'una empresa de transport, 2 d'empreses d'hostatgeria i restauració i 2 d'entitats de l'administració pública.
Dels 8 establiments de servei als particulars que hi havia el 2009, 1 era un paleta, 1 guixaire pintor, 1 fusteria, 4 lampisteries i 1 restaurant.
L'únic establiment comercial que hi havia el 2009 era una botiga de material esportiu.

## Equipaments sanitaris i escolars
El 2009 hi havia una escola elemental.

## Poblacions més properes
El següent diagrama mostra les poblacions més properes.